# 彰化縣溪州鄉南州國民小學
彰化縣溪州鄉南州國民小學位於彰化縣溪州鄉溪州村，昔日台糖總公司設於溪州鄉，南州國小位於溪州糖廠園區。

## 歷史
彰化縣溪州鄉南州國民小學，原為日治時期所設立的小學校溪州尋常小學校，專門設給溪州糖廠日籍員工子弟就讀。戰後，中華民國國民政府接收臺灣，由台糖接收該校，隷屬於溪州糖廠，1955年9月成立台灣糖業公司附設小學。此段期間因台糖的挹注，早年學生較一般國小享有較優厚的學習資源。如早在1949年便有員工子弟夏令營的暑期輔導課程、1963年便由糖廠提供經費興建廚房，籌設營養午餐。1963年12月，接受政府徵召，更名為南州代用國民小學；1968年8月台糖總公司遷往台北，學校由彰化縣政府接收，現為彰化縣溪州鄉南州國民小學，學校招生的範圍不再侷限於台糖。

## 校園
彰化縣南州國小的校園不大，校園內種植數百棵的樹木，迎向校門口有分別被名為「寬榕」、「糖榕」、「南榕」的老榕樹，三棵榕樹展開的橫幅有50公尺，被學生形容成「綠色巨蛋」，樹齡最高的是寬榕，代表著榕樹從日本人手中承接下來，有兩個國家寬容、和諧的象徵。糖榕和南榕原有一道圍籬隔著兩棵樹，糖榕畫分為校內與南榕劃分為校外。2016年梅姬颱風侵襲「糖榕」遭吹倒，雖經移植復育，但因褐根病導致「糖榕」、「南榕」老榕樹相繼死亡，目前僅剩「寬榕」百年老榕樹。

## 歷任校長
| 期別 | 姓名   | 任期                         |
| ---- | ------ | ---------------------------- |
| 首任 | 姚潤珍 | 1955年9月1日 ─ 1958年2月1日  |
| 2    | 連瑞金 | 1958年2月1日 ─ 1960年8月1日  |
| 3    | 劉含華 | 1960年8月1日 ─ 1966年2月1日  |
| 4    | 吳德霖 | 1966年2月1日 ─ 1967年1月1日  |
| 5    | 王天樂 | 1967年1月1日 ─ 1980年2月1日  |
| 6    | 吳炳生 | 1980年9月1日 ─ 1988年9月1日  |
| 7    | 楊春木 | 1988年9月1日 ─ 1993年2月1日  |
| 8    | 莊細德 | 1993年2月1日 ─ 1999年1月31日 |
| 9    | 廖信造 | 1999年2月1日 ─ 2004年1月31日 |
| 10   | 陳堯明 | 2004年2月1日 ─ 2008年1月31日 |
| 11   | 黃榮森 | 2008年2月1日 ─ 2012年1月31日 |
| 12   | 林銘科 | 2012年2月1日 ─ 2018年7月31日 |
| 13   | 林茂興 | 2018年8月1日 ─ 2022年7月31日 |
| 13   | 楊巽斐 | 2022年8月1日 ─ 現在          |

## 外部連結
- 南州國小FB粉絲頁 （页面存档备份，存于）
- 彰化學校基本資料平台--南州國小 （页面存档备份，存于）
- 國家教育研究院--愛學網--百年小學--南州國民小學